# 纐纈弥三
纐纈 弥三（旧字体：纐纈 彌三、こうけつ やぞう、1893年12月19日 - 1978年3月15日）は、日本の内務官僚・政治家。警視庁特別高等警察課長、大分県知事、衆議院議員（4期）、複数の政務次官等を歴任した。

## 経歴
- 1893年 - 岐阜県会議員・纐纈秋三郎の長男として岐阜県恵那郡蛭川村（現・中津川市）に生まれる。東濃中学を経て、第一高等学校卒業。一高在学中、辻久子と結婚。
- 1920年7月 - 京都帝国大学法学部を卒業。内務省に入省、愛知県属となる。
  - 10月 - 高等試験行政科試験合格
- 1921年12月 - 北海道庁警視・警察部保安課長
- 1925年1月 - 兵庫県警察部外事課長
- 1926年12月 - 妻久子と死別。1929年4月再婚。
- 1927年5月 - 警視庁警視・総監官房特別高等警察課長兼外事課長
- この間、1928年の三・一五事件、1929年の四・一六事件で活躍。その功労として、1934年4月29日勲五等双光旭日章を受ける。
- 1929年5月 - 茨城県警察部長。その後、静岡県警察部長、三重県警察部長を歴任。
- 1932年11月 - 領事・上海在勤
- 1935年1月 - 宮城県警察部長。その後、兵庫県警察部長に転任。
- 1939年4月 - 大分県知事。
- 1941年1月 - 文部省社会教育局長。その後、普通学務局長、国民教育局長を歴任。
- 1946年10月 - 公職追放となる。
- この間、東京で神主を務めるかたわら、アメリカ合衆国陸軍情報部（CIC、Counter Intelligence Corps）の依頼を受け、特高警察に関する詳細な調査報告書を作成。
- 1951年10月 - 公職追放解除。
- 1955年2月 - 第27回衆議院議員総選挙に自由民主党から岐阜2区から立候補し初当選、以後4期連続当選。
- 1960年12月 - 文部政務次官[1]：第2次池田内閣
- 1963年7月 - 大蔵政務次官：第2次池田内閣 (第3次改造)。第3次池田内閣で再任。
- 1964年7月 - 科学技術政務次官[1]：第3次池田内閣 (改造)
- その他、自由民主党文教部会長を務める。
- 1965年 - 勲二等瑞宝章を受章[2]。
- 1967年1月、第31回衆議院議員総選挙に立候補せず、政界から引退する。地盤を旧内務官僚で岩手県特高課長の経験もある古屋亨に譲る[3]。
  - 2月 - 新東京国際空港公団監事に就任し、1974年7月まで務めた。
- 日本共産党機関紙「赤旗」の取材に応じ、十数回にわたり自身の特高警察時代について証言し、録音された。このときシマ夫人は、戦前の弾圧の報復を恐れてか、もらい物の食品は自分や客が先に"毒味"した後に口にする纐纈の習慣や、日本共産党内のスパイに対し金品や就職など家族ぐるみで世話してきた事実について述べている。
- 1978年3月15日、肺炎のため同愛記念病院で死去。84歳没。同月17日、特旨を以て位一級を追陞され、死没日付で従四位から正四位に叙され、銀杯一組を賜った[4]。

## 著作
- 「赤色戦線大検挙」『文藝春秋』1955年8月臨時増刊号所収

## 栄典
- 1940年（昭和15年）8月15日 - 紀元二千六百年祝典記念章[5]